# Izozogia nellii
Izozogia nellii är en pockenholtsväxtart som beskrevs av G. Navarro. Izozogia nellii ingår i släktet Izozogia och familjen pockenholtsväxter. Inga underarter finns listade i Catalogue of Life.